# ザ・ネゴシエーション
『ザ・ネゴシエーション』（原題：협상）は、2018年9月4日公開の韓国のサスペンス映画。主演はヒョンビン、ソン・イェジン。監督はイ・ジョンソク。
後に世界的に有名になったTVドラマ『愛の不時着』（2019年-2020年）で共演した主演俳優（ヒョンビン、ソン・イェジン）の初の共演作として注目を浴びた。

## ストーリー
ソウル市警危機交渉班の警部補ハ・チェユン（ソン・イェジン）は、事件現場で犯人との交渉中に人質と犯人の両方を死なせてしまう。
それから10日後、事件に大きな責任を感じて辞表を提出しようとしたハ・チェユンのもとに、突然の応援要請が入る。ミン・テグ（ヒョンビン）と名乗る人物が、タイ・バンコクで危機交渉班のチーム長と韓国人記者を拉致し、ハ・チェユンを交渉相手に指名してきたのだ。彼は外事課が以前から追っていた、国際犯罪組織の武器売買業者のリーダーだった。
二人を拉致した動機や、要求・目的も不明なミン・テグの行動に対し、情報不足から有利な交渉の糸口を掴めないハ・チェユン。特殊部隊の人質救出作戦まで残り１４時間、何とかそれまで時間を稼がなければならない。警察を嘲笑い、残忍な人質ショーを繰り広げるミン・テグと、数日前に起きた事件のトラウマに苛まれながらも、今度こそ人質の命を救おうと交渉を進めるハ・チェユン。果たして二人の交渉の行方は…。

## キャスト
- ヒョンビン：ミン・テグ - 拉致犯
- ソン・イェジン：ハ・チェユン - ソウル市警危機交渉班の警部補
- キム・サンホ：アン・ヒョクス
- チャン・ヨンナム：ハン課長
- チャン・グァン
- イ・ムンシク
- チョ・ヨンジン
- パク・ヒョンス：国家情報院の交渉員
- クァク・チャヒョン：国家情報院の交渉員

## 興行成績
- 韓国国内累積観客数：1,967,721名（韓国映画協会調べ）
- 集計期間：2018年9月4日-2018年11月4日[1]

## メディア出演
- KBS WORLDの「Entertainment Weekly」での主演のヒョンビンとソン・イェジンが映画館客席に座って対談する様子が同番組の公式YouTubeチャンネルで公開されている[2]。
- 映画公開前に発売された「VOGUE KOREA」9 月号でヒョンビンとソン・イェジンはスタイリッシュでモダンな2ショットを披露した[3]。

## スケジュール
- 2018年6月14日　本読み会
- 2018年6月17日　クランクイン
- 2018年9月3日　ショーケース＠ソウルCOEXライブプラザ[4][5]
- 2018年9月10日　マスコミ試写会@ソウル龍山区CGV龍山[6]

## エピソード
- 主演のソン・イェジンは、警部補を演じるため、ロングヘアをショートヘアにした[7]。これを見たヒョンビンは「私はその時、イェジンさんが髪を短くしたのを見て衝撃を受けた。次の作品が予定されていたことを知っていた。それでもこの作品のために髪を短くカットしたので、『私は何をすればいいだろう？』と考えた」と話して笑いを誘った[8]。
- ソン・イェジンは本作品でヒョンビンと初共演。「この作品でヒョンビンさんと初めて会った。第一印象は『肌がきれい』だった。さらに髪の艶も良かった」と明らかにした。続いて「女性たちが嫉妬する俳優だと思った」と付け加えた[8]。
- タイにいる設定のミン・テグ（演：ヒョンビン）とソウルにいる設定のハ・チェユン（演：ソン・イェジン）の交渉の様子の撮影は同一スタジオの別フロアで並行して行われた。カットが終わる度にヒョンビンは上のフロアに駆け付け、NGが出ると下りた。「（階段を上るのが）撮影よりも大変だった」と語っている[2]。
- コロナ禍の中、世界的な人気となったドラマ『愛の不時着』で再びヒョンビンブームが日本国内を席巻している情勢を受け、2020年11月22日東京池袋の名画座「新文芸坐」におけるオールナイト番組「ヒョンビン　さらに光り輝いて」で、『愛してる、愛してない』『コンフィデンシャル/共助』と共に本作品が日本の映画館で再上映されることが決定した[9]。